# I Giacobini
I Giacobini (litt. « Les Jacobins » en italien) est une mini-série historique italienne en six épisodes de 540 minutes, réalisée par Edmo Fenoglio (it) et diffusée en Italie à partir du 11 mars 1962 au 15 avril 1962 sur Programma Nazionale. Il s'agit d'une adaptation d'une pièce de théâtre éponyme de Federico Zardi (it) créée en 1955.
Ce feuilleton sur la Révolution française est considéré perdu, certains soupçonnant qu'il ait été sciemment détruit car jugé trop à gauche par la démocratie chrétienne alors au pouvoir en cette période de Guerre froide. Seul un enregistrement audio du feuilleton subsiste encore.

## Fiche technique
Sauf indication contraire, les informations mentionnées dans cette section peuvent être confirmées par la base de données cinématographiques IMDb,  présente dans la section « Liens externes ».
- Titre original : I Giacobini[2]
- Réalisation : Edmo Fenoglio (it)
- Scénario : Federico Zardi (it), d'après sa pièce de théâtre créée en 1955.
- Musique : Gino Negri
- Décors : Lucio Lucentini
- Costumes : Maria Signorelli (it)
- Sociétés de production : Rai
- Pays de production :  Italie
- Langue de tournage : italien
- Format : Noir et blanc - 1,33:1 - Son mono
- Genre : Film historique
- Durée : 540 minutes (9 h)
- Date de diffusion :
  - Italie : du 11 mars 1962 au 15 avril 1962 sur Programma Nazionale

## Distribution
- Serge Reggiani : Maximilien de Robespierre
- Alberto Lupo : Camille Desmoulins
- Sylva Koscina : Lucile Duplessis
- Carlo Giuffré : Charles Jean Marie Barbaroux
- Valeria Ciangottini : Anaïs
- Warner Bentivegna (it) : Louis Antoine de Saint-Just
- Franco Volpi : Jacques Pierre Brissot
- Lia Zoppelli[3] : Madame Roland
- Giancarlo Cobelli : Le coiffeur
- Davide Montemurri (it) : Joseph Fouché
- Carlotta Barilli : Carlotta
- Marco Guglielmi : Lazare Carnot
- Ugo Carboni : Deshortiers
- Mara Berni
- Tino Bianchi
- Sandro Merli (it)
- Vira Silenti
- Otello Toso

## Production
Il s'agit, à l'époque, de la plus grande production de la télévision italienne, avec un coût d'environ 300 millions de lires et une distribution, entre acteurs et figurants, jamais aussi riche pour une production destinée au petit écran, le tout pour six épisodes de 90 minutes chacun, diffusés en direct du 11 mars au 15 avril 1962 sur le Programma Nazionale, défini par le protagoniste Serge Reggiani comme « le plus grand succès en Europe depuis la naissance de la télévision » .
Les hymnes de la révolution (La Marseillaise, La Carmagnole, Ah ! ça ira) ainsi que quatre chansons écrites par le maestro Gino Negri pour la pièce de 1957 sont interprétés par la chanteuse française Rosalie Dubois.

## Accueil critique
Le feuilleton est accueilli très positivement par le public. En effet, Reggiani était une découverte pour les téléspectateurs italiens — il avait quitté sa ville natale de Reggio Emilia alors qu'il était enfant, suivant sa famille pendant les années de fascisme — et il était capable de dépeindre Maximilien Robespierre d'une façon « à la fois glaciale et très humaine » ; Il faut également souligner la prestation de Warner Bentivegna (it), qui a donné vie à un Louis Antoine de Saint-Just « parfait ». Du point de vue scénaristique, le succès auprès des masses d'un texte apparemment très difficile à suivre n'était pas une mince surprise : l'intrigue historique complexe mise en scène a au contraire captivé le public au-delà de toute attente - peut-être aussi en raison des références marquées à la réalité politique de l'Italie de l'époque.
C'est précisément ce dernier aspect qui a suscité le plus de discussions à propos d'I Giacobini : dans le contexte global du début des années 1960, en pleine guerre froide, et avec une Italie fermement aux mains de la Démocratie chrétienne, la Rai a montré pour la première fois au public un feuilleton « résolument à gauche où Robespierre n'émerge plus comme un monstre sanguinaire mais comme un Che Guevara de la raison ». À cela s'ajoute l'appréciation que le principal représentant italien de cette position politique, le Parti communiste, réserve à I Giacobini — et pour la première fois, en réalité, à une fiction télévisuelle : outre l'éloge du quotidien communiste l'Unità, qui présente l'œuvre de Zardi comme « imprégnée d'une conception démocratique et historiciste de la Révolution, où le feuilleton dramatique [. ...] était [jusqu'à présent] marqué par un légitimisme ridicule et anachronique », puis dans les pages de Rinascita (it), le secrétaire général communiste Palmiro Togliatti parle d'un feuilleton qui « pour la première fois fait entrer la représentation de la révolution dans les foyers italiens », en en faisant « un grand fait de culture nationale ».

## Feuilleton perdu
Cette situation a probablement contribué à la fin controversée de I Giacobini : après avoir été rediffusé en 1963, il a en effet disparu des archives de la Rai. Bien qu'à l'époque il y ait eu une « mauvaise culture de la mémoire » qui a conduit à la perte d'un grand nombre de documents relatifs aux débuts de la télévision italienne, dans les années qui ont suivi, la thèse selon laquelle les bandes du scénario avaient été faites disparaître par un fonctionnaire de la Rai proche des cercles démocrates-chrétiens a gagné de plus en plus de crédit,,. La seule trace subsistante du feuilleton est un enregistrement audio des six épisodes retrouvé en 2012, grâce à un téléspectateur qui l'avait enregistré à l'époque et qui en a fait don à l'organisme public de radiodiffusion,.